# Peltodytes caesus
Peltodytes caesus är en skalbaggsart som först beskrevs av Caspar Erasmus Duftschmid 1805.  Peltodytes caesus ingår i släktet Peltodytes, och familjen vattentrampare. Enligt den svenska rödlistan är arten nära hotad i Sverige. Arten förekommer i Götaland och Öland. Artens livsmiljö är våtmarker, sjöar och vattendrag.

## Bildgalleri

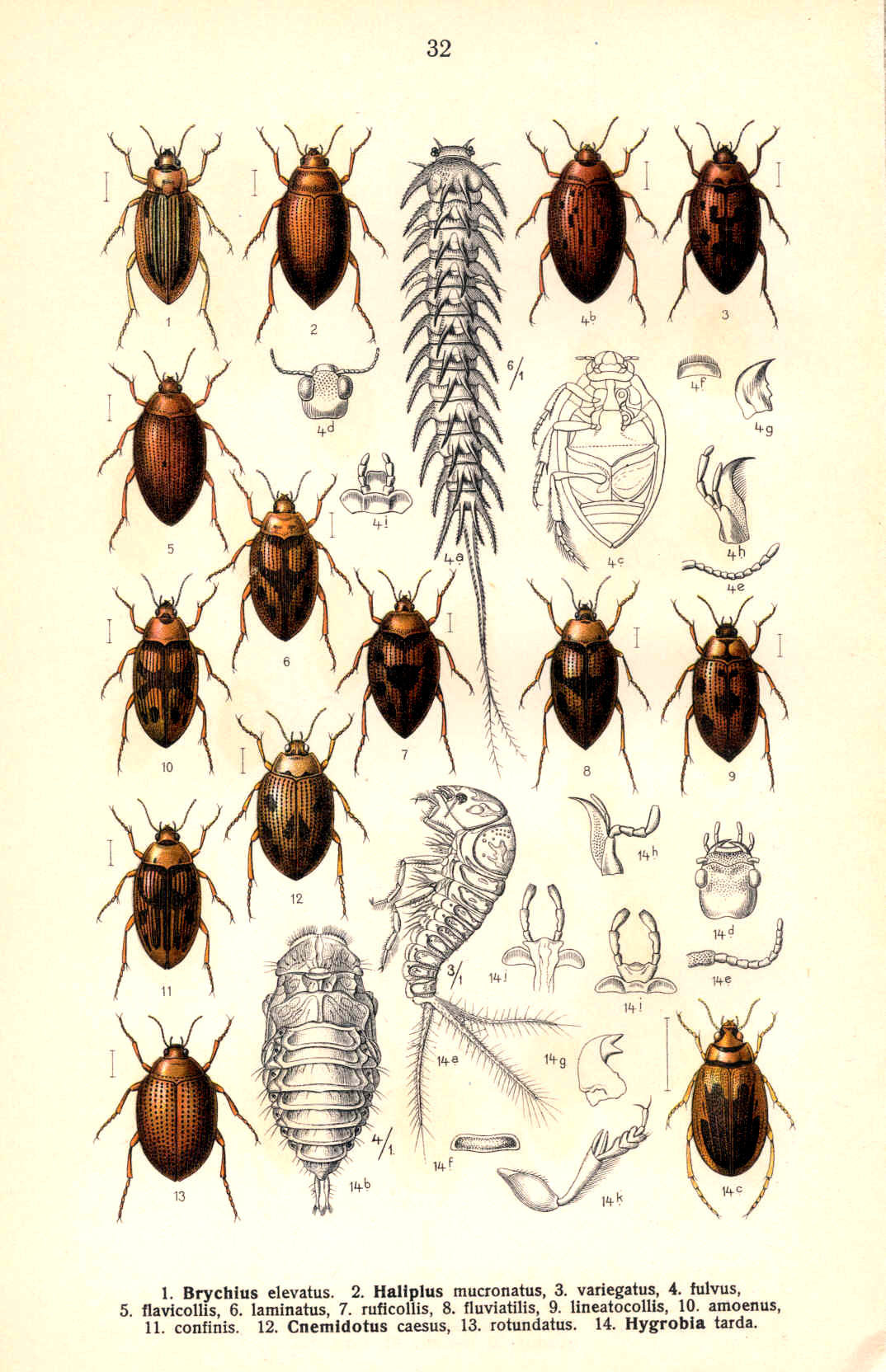
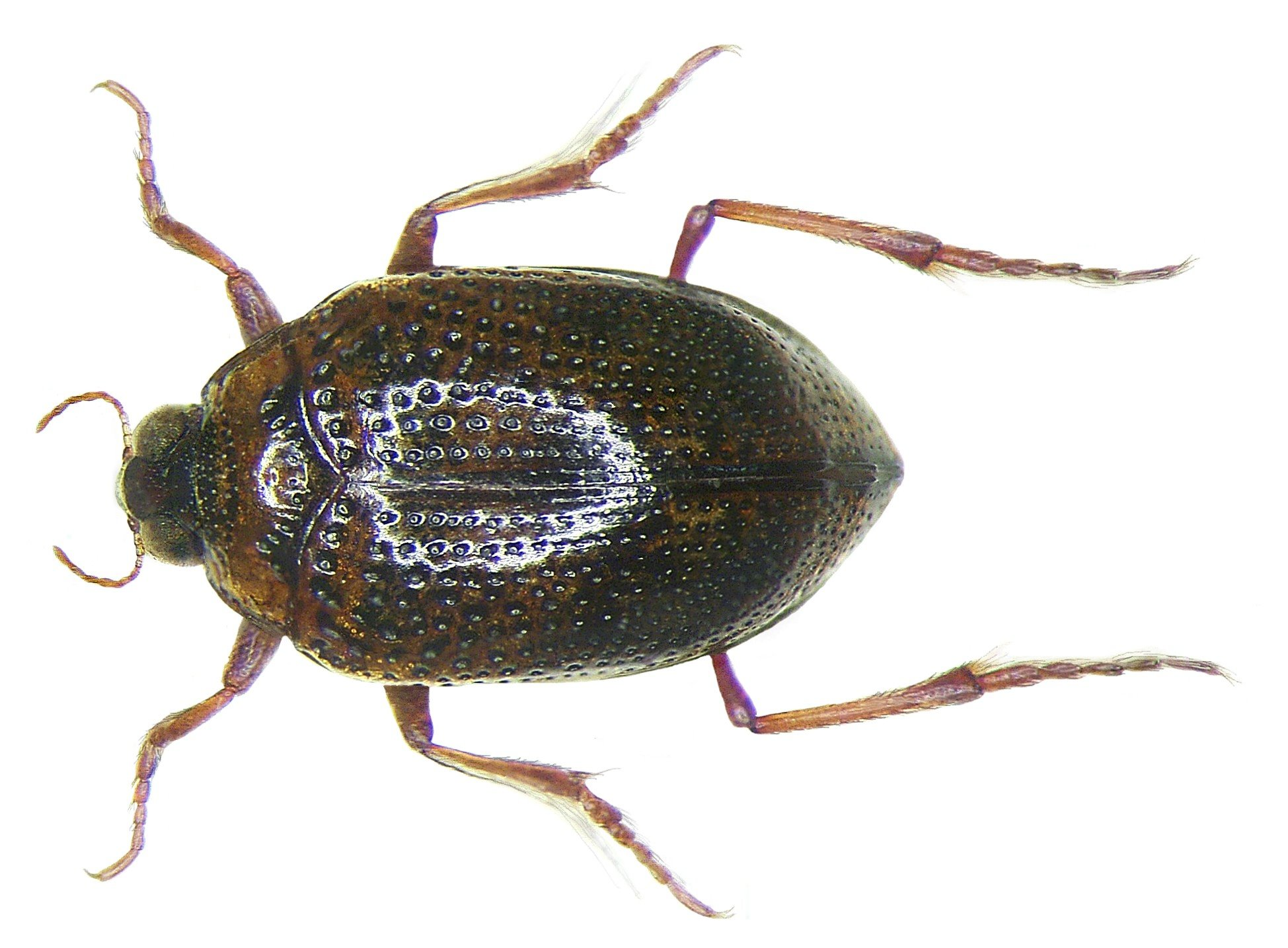
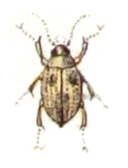
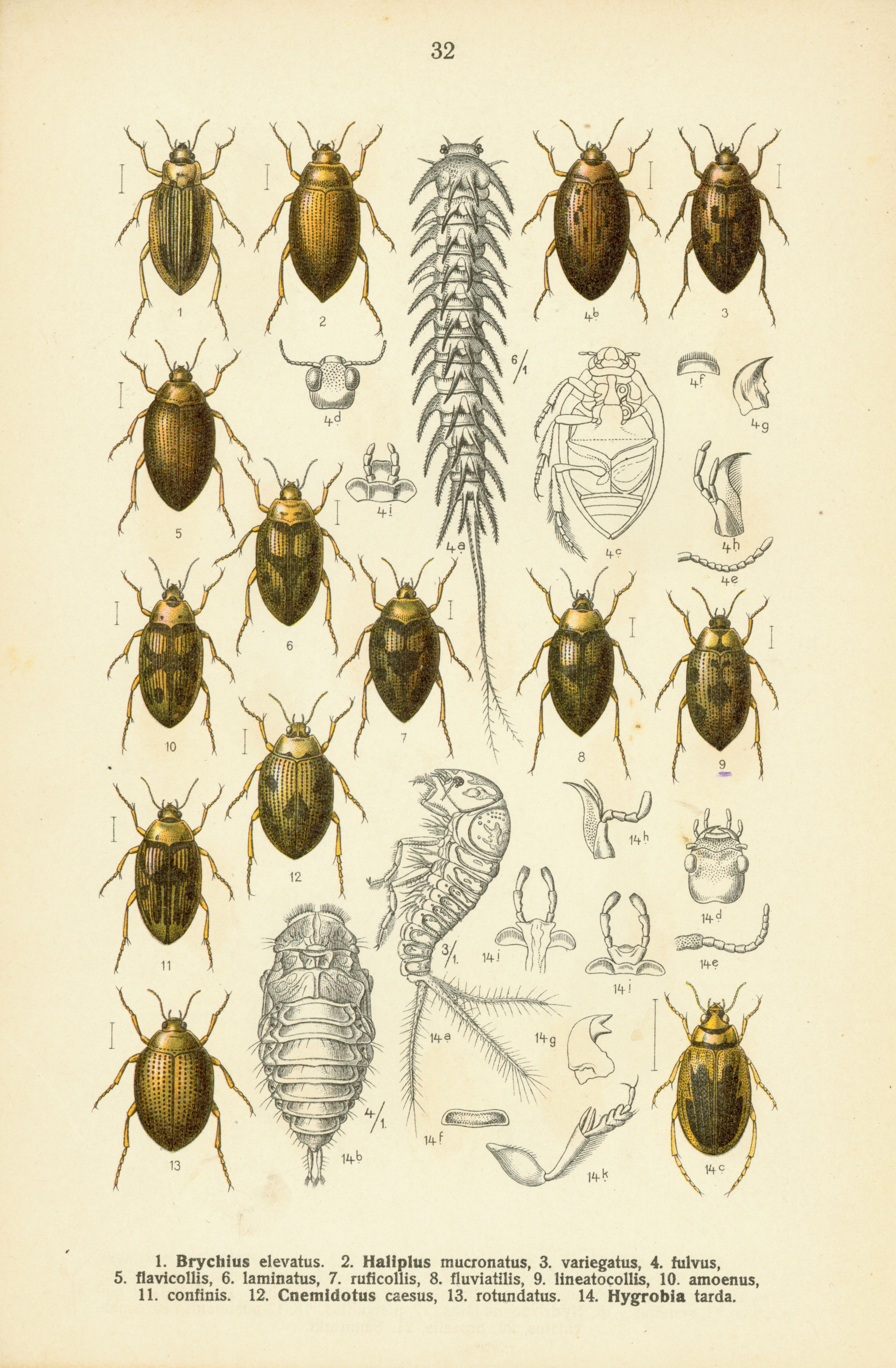